# Vítor Amadeu, Duque de Aosta
Vítor Amadeu Teodoro de Saboia (em italiano:  Vittorio Amedeo Teodoro di Savoia; 7 de março de 1723 - 11 de agosto de 1725), foi um príncipe de Saboia e Duque de Aosta. Ele nasceu durante o reinado de seu avô Vítor Amadeu II da Sardenha.

## Biografia
O príncipe Vítor Amadeu nasceu no Palácio Real de Turim, filho de Carlos Emanuel III da Sardenha e sua primeira esposa Ana Cristina de Sulzbach. Ele foi nomeado duque de Aosta desde o nascimento até sua morte. Ele era o primogênito de seus pais e era o segundo na fila do trono (depois de seu pai) desde o nascimento, que foi recebido com muita comemoração. Ele morreu em 11 de agosto de 1725, aos 2 anos de idade.
Seu pai teve outro filho com sua segunda esposa, também chamado Vítor Amadeu III da Sardenha, em sua homenagem.